# South Kesteven
South Kesteven is een Engels district in het shire-graafschap (non-metropolitan county OF county) Lincolnshire en telt 142.000 inwoners. De oppervlakte bedraagt 943 km².
Van de bevolking is 16,5% ouder dan 65 jaar. De werkloosheid bedraagt 2,5% van de beroepsbevolking (cijfers volkstelling 2001).

## Plaatsen in district South Kesteven
- Grantham

## Civil parishesin district South Kesteven
Allington, Ancaster, Aslackby and Laughton, Barholm and Stowe, Barkston, Barrowby, Baston, Belton and Manthorpe, Billingborough, Bitchfield and Bassingthorpe, Boothby Pagnell, Bourne, Braceborough and Wilsthorpe, Braceby and Sapperton, Burton Coggles, Careby Aunby and Holywell, Carlby, Carlton Scroop, Castle Bytham, Caythorpe, Claypole, Colsterworth, Corby Glen, Counthorpe and Creeton, Deeping St James, Denton, Dowsby, Dunsby, Easton, Edenham, Fenton, Folkingham, Foston, Fulbeck, Great Gonerby, Great Ponton, Greatford, Gunby and Stainby, Haconby, Harlaxton, Heydour, Honington, Horbling, Hough-on-the-Hill, Hougham, Ingoldsby, Irnham, Kirkby Underwood, Langtoft, Lenton Keisby and Osgodby, Little Bytham, Little Ponton and Stroxton, Londonthorpe and Harrowby Without, Long Bennington, Market Deeping, Marston, Morton & Hanthorpe, Normanton, North Witham, Old Somerby, Pickworth, Pointon and Sempringham, Rippingale, Ropsley and Humby, Sedgebrook, Skillington, South Witham, Stamford, Stoke Rochford, Stubton, Swayfield, Swinstead, Syston, Tallington, Thurlby, Toft with Lound and Manthorpe, Uffington, Welby, West Deeping, Westborough and Dry Doddington, Witham on the Hill, Woolsthorpe By Belvoir, Wyville cum Hungerton.